# De la production de la sécurité
De la Production de la Sécurité (Over de Productie van Veiligheid) is een essay van de Belgische econoom Gustave de Molinari. Het verscheen in 1849 in het Journal des Économistes, waar De Molinari redacteur van was. Het artikel wordt wel de eerste uiting genoemd van wat tegenwoordig anarchokapitalisme heet.
De Molinari betoogt in zijn essay dat de zorg voor veiligheid, die nu bestaat in de vorm van leger en politie in dienst van de overheid, het beste via de vrije markt kan plaatsvinden. Hij baseert zijn standpunt op de wetmatigheid dat vrije handel en arbeid tot de laagste kosten leiden en de klant het beste van dienst zijn. Een echte wetmatigheid kent geen uitzonderingen, dus ook niet voor veiligheid. Tegenover de vrije markt staat het geweldsmonopolie van overheden, dat leidt tot hogere prijzen, lagere kwaliteit, machtsmisbruik en oorlogen. Feitelijk breekt De Molinari met het Hobbesiaanse idee dat er een overheid moet zijn, omdat anders de samenleving in chaos en geweld zou vervallen.
Verder betoogt hij dat een monopolie en het communisme feitelijk in elkaars verlengde liggen: communisme is een monopolie van allen en komt niet zelden uit een vroeger monopolie voort. De Molinari's afwijzing van de staat als leverancier van veiligheid is louter economisch, niet moreel. Niettemin pleit hij in het essay actief voor private defensie.
Van De la Production de la Sécurité staan zowel het Franstalige origineel als een Engelse vertaling online. Ook is er een Nederlandse vertaling van op internet, getiteld De Productie van Veiligheid.

## Samenvatting inhoud
Het originele stuk is ingedeeld in een inleiding, tien paragrafen en een epiloog. In de Engelse vertaling hebben deze paragrafen titels meegekregen, die in het origineel ontbreken.
Inleiding

De Molinari stelt dat mensen de samenleving kunnen zien als hetzij een kunstmatig product van menselijke wetgevers aan de hand van de sociale wetenschap, dan wel als resultaat van voorafgaande economische wetmatigheden, waarbij de samenleving een natuurlijk organisme is. De Molinari wil de rol van overheden in die natuurlijke samenleving in zijn essay onderzoeken.
I De natuurlijke ordening van de samenleving

De mens is instinctief een socialiserend wezen, om beter in zijn behoeften te kunnen voorzien, via arbeidsspecialisatie en uitwisseling van producten. Zijn belangrijkste behoefte is veiligheid, omwille van zelfbehoud en het genot van de vruchten van eigen arbeid. Hiertoe stelde men regeringen in, instanties die zelfs in primitieve samenlevingen bestaan. Als de mens zichzelf steeds moest verdedigen, kon hij zijn tijd en energie nauwelijks aan productieve arbeid besteden.
II Concurrentie in veiligheid

De Molinari formuleert twee stellingen, waaruit twee conclusies volgen.
Stellingen: (1) Vrije arbeid en handel leveren de laagste prijs op en (2) consumentenbelangen prevaleren boven producentenbelangen.
Conclusies: (1) De productie van veiligheid zou een vrij moeten zijn en (2) overheden zouden niet het recht moeten hebben, een monopolie op veiligheid op te eisen.

Hij vraagt zich vervolgens af, waarom veiligheid per se door de overheid zou moeten worden geleverd en niet aan de vrije mededinging onderworpen zou kunnen zijn. Op dit punt zwijgen de economen, ook zij die het overheidsmonopolie formuleren. De Molinari noemt als voorbeeld Charles Dunoyer, die meent dat overheidstaken niet door private ondernemingen uitgevoerd kunnen worden, maar dit niet nader specificeert. Dat zou dan de uitzondering zijn waar De Molinari niet in gelooft.
III Veiligheid een uitzondering?

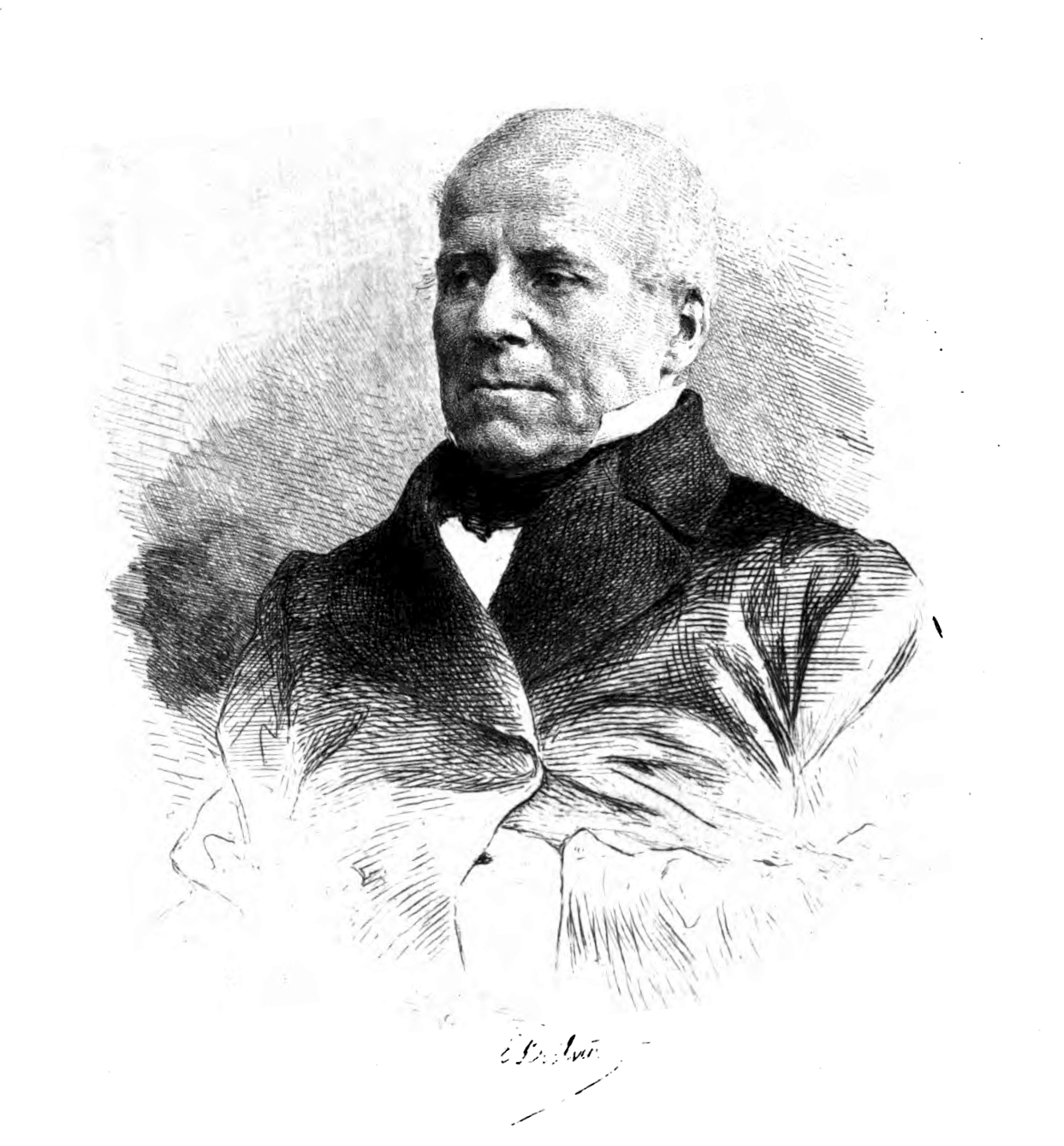
Charles Dunoyer, econoom.

Een natuurwet, zoals de zwaartekracht, laat geen uitzonderingen toe. Hij kan wel worden geschonden, maar verliest daarmee geen geldigheid. Dit geldt ook voor economische wetmatigheden, die De Molinari als vergelijkbaar met natuurwetten beschouwt.
IV De alternatieven

Nu a priori is vastgesteld dat veiligheid gewoon onder de vrije concurrentie zou moeten vallen, wil De Molinari onderzoeken waarom dat niet het geval is en er andere principes (monopolie en communisme als organisatievormen) voor veiligheid worden gevolgd.
V Monopolie en communisme

Een monopolie, een exclusief recht op productie en verkoop, leidt tot een prijs boven marktniveau, die afnemers niet vrijwillig zouden betalen. Monopolisten leven daarom van dwang. Als afnemers de kans krijgen, nemen zij collectief het bewind over, zonder de markt geheel vrij te geven. Zo ontstaat communisme, een verlengstuk van een monopolie.
VI De monopolisering en collectivisatie van de veiligheidsindustrie

De productie van veiligheid begon ooit als monopolie en is verworden tot communisme. De sterken waren de baas over de zwakken en breidden hun macht en inkomsten uit door oorlogen. Bovendien leidde het geweldsmonopolie tot andere monopolies, in de vorm van zeer winstgevende privileges. Het arbeidende volk had hieronder zeer te lijden en kwam in de tijd van de Verlichting in opstand. Dit leidde tot de opkomst van vertegenwoordigende parlementen in landen als Engeland en Frankrijk, waar over de belastingen ("de prijs van veiligheid") onderhandeld werd. Na een periode van opstand en een communistische bedrijfsvoering op veiligheidsgebied, keerde het monopolie weer terug, in afgezwakte vorm. Daarna werd dit omvergeworpen en vervangen door een communistische organisatievorm. De Molinari stelt dat als communistische productie minder is dan vrije productie, wat dan voor alles het geval is, voor die laatste gekozen moet worden.
VII Overheid en samenleving

Overheden redeneren dat zij de superieure autoriteit zijn op het gebied van veiligheid. Monopolisten beroepen zich hierbij op God, communisten op de rede van de meerderheid van het volk. Politieke commentatoren ondersteunen deze standpunten op partijdige wijze; De Molinari wil ze juist onderzoeken.
VIII Het goddelijke recht van koningen en meerderheden

De Molinari noemt het goddelijk recht dat bepaalde mensen met gezag uitrust, een fictie. Deze is door wetgevers in het leven geroepen om de samenleving aan te sturen met ingrepen in andermans leven. Zolang de grote massa mensen in dit recht gelooft, wordt dit ingrijpen geaccepteerd, anders volgt er opstand. In de tijd van de Verlichting volgden onderzoek hiernaar en ontmaskering ervan, met de conclusie dat "goddelijk" aangewezen bestuurders niet beter waren dan wie ook. De Molinari noemt in dit verband Joseph de Maistre, de oerconservatieve pleitbezorger van het idee dat de mens onderworpen moet zijn aan door God in het leven geroepen koningen. Ook Jean-Jacques Rousseau krijgt kritiek: beslissingen van de meerderheid kunnen evengoed gezag ontberen als die van de elite. Ook zou de consequentie van Rousseaus sociaal contract het (veelvuldig) gebruik van de guillotine zijn als mensen niet gehoorzamen.
De communistische fictie bestaat uit het vinden van de juiste wetten door de waarheid te vinden via vrij debatteren en anders de meerderheid te laten besluiten. De minderheid kan hiervan slachtoffer worden. Net als het goddelijk recht, zal ook deze fictie slechts worden gehoorzaamd zolang mensen daar eigenbelang bij hebben. Beide ficties hebben een beperkt moreel fundament.
IX Het regime van terreur

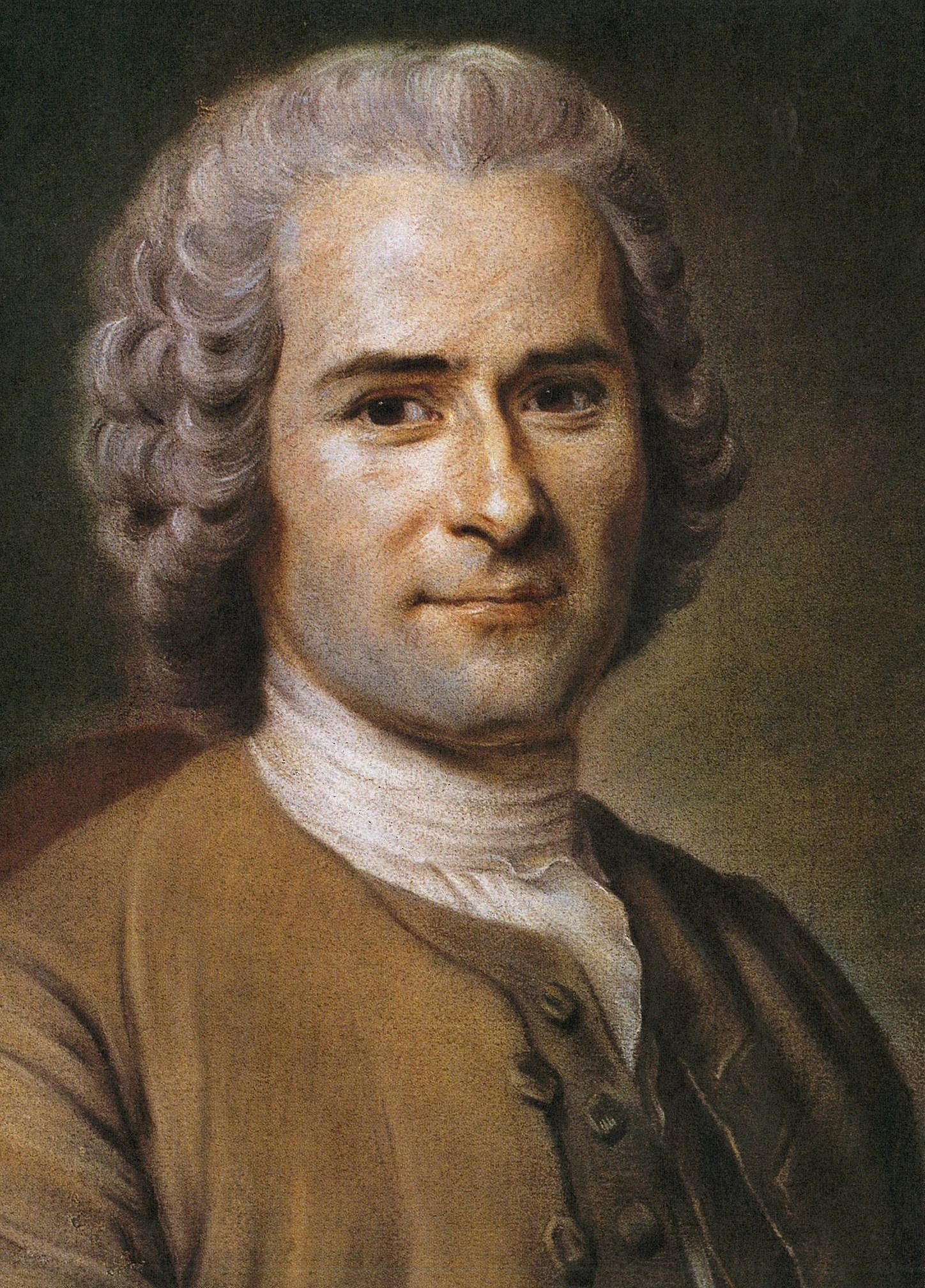
Jean-Jacques Rousseau, door De Molinari de hogepriester van het communisme genoemd.

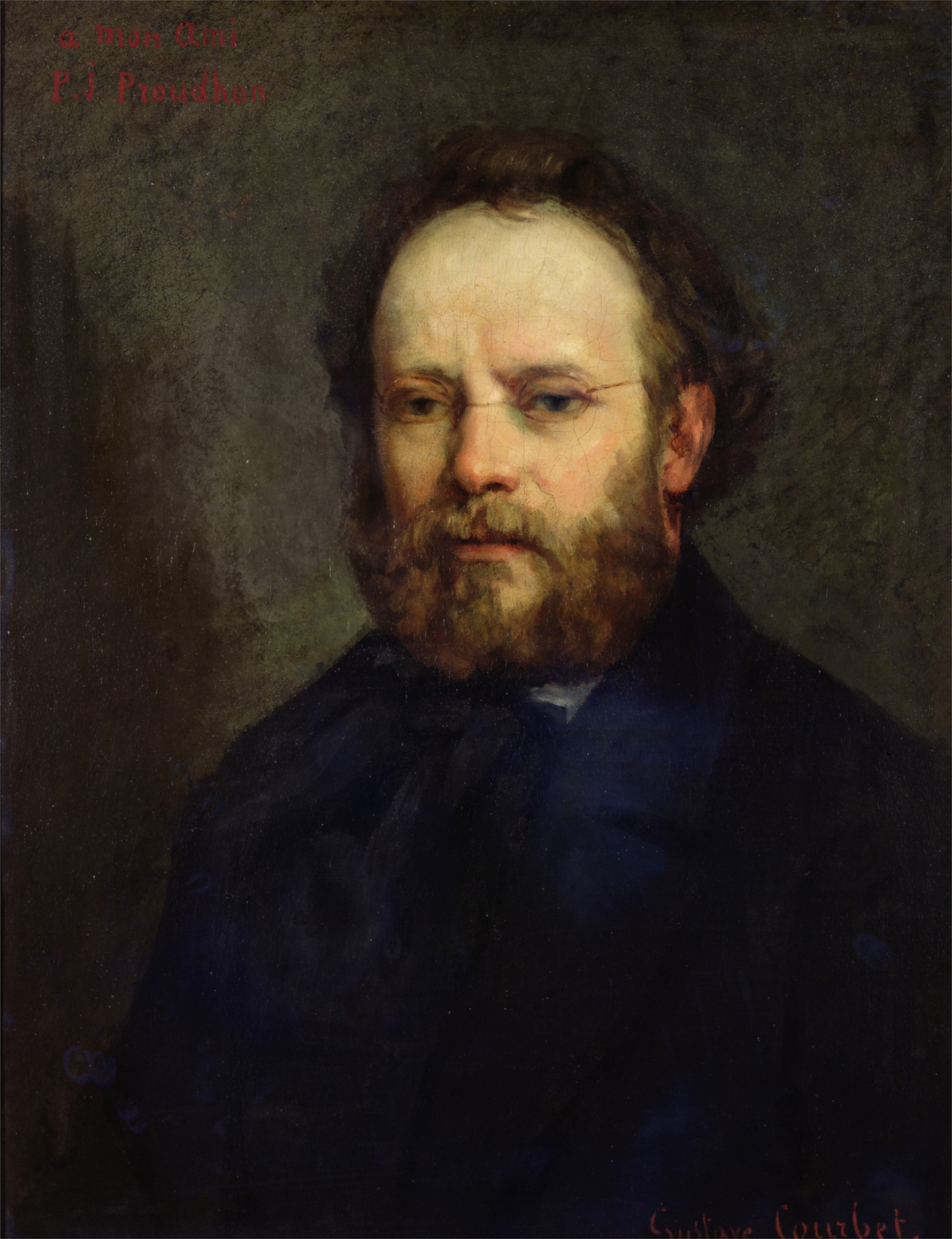
Pierre-Joseph Proudhon. De Molinari meende dat hij nogal lichtzinnig een belastingvoorstel ten laste van de rijken deed.

Het gezag onder zowel monopolie als communisme, steunt feitelijk op het eigenbelang van de onderworpenen en niet op erkenning van het gezag. Daarom is dwang vereist bij de uitvoering. Van zulk gezag. Daarom bestrijden zowel monopolisten als communisten meedogenloos hun tegenstanders en leiden beide denkscholen onvermijdelijk tot terreur.
X De vrije markt voor veiligheid

In een nieuwe, denkbeeldige samenleving is dit alles verdwenen. Aanbieders van bescherming worden door potentiële klanten bekeken of zij in staat en voordelig genoeg zijn om de diensten te leveren. De aanbieders rekenen een tarief en stellen eisen aan bestraffing en opsporing van eigen klanten alsook andere verdachten. De vrije concurrentie bevordert de kwaliteit en ontmoedigt oorlogen: mensen laten zich niet via verovering dwingen om ergens klant van te worden. Beveiligingsaanbieders zouden bedrijven als alle andere zijn. De Molinari is optimistisch dat het op een dag zover zal komen, omdat het feitenonderzoek in het nadeel van overheden heeft uitgepakt. Zo'n vrije samenleving leidt tot een toestand die voor iedereen de best mogelijke is.
XI Epiloog

De hoofdredactie van het Journal des Économistes verdedigt zich voor de publicatie. Het vraagstuk van veiligheid is tot dan toe ten onrechte onsamenhangend behandeld en men meent dat publicatie van De Molinari's essay behulpzaam is als bijdrage aan het denken over de grenzen van overheidsbevoegdheden.

## Oordeel over het essay
Het essay van De Molinari zou ten tijde van de publicatie maar weinig aandacht hebben gekregen. Wel vlogen critici elkaar in de haren of De Molinari niet te ver was gegaan met zijn nogal ongebruikelijk vergaande pleidooi.
In hedendaagse libertarische kringen is De Molinari zeer populair. Murray Rothbard schreef:

The initial article of the young Molinari, here translated for the first time as "The Production of Security," was the first presentation anywhere in human history of what is now called "anarcho-capitalism" or "free market anarchism."
Het boek The Myth of National Defense, een uitgave van het Ludwig von Mises Institute te Auburn, Alabama, is aan De Molinari opgedragen. Ook wordt zijn essay er uitgebreid in besproken.

## Vergelijkbare literatuur van De Molinari
- Les Soirées de la rue Saint-Lazare: Entretiens sur les lois économiques et défense de la propriété (Ned.: Avonden aan de rue Saint Lazare: gesprekken over de economische wetten en verdediging van eigendom), 1849.[11] Dit boek bestaat uit veertien fictieve avonden waarop discussies plaatshadden tussen een conservatief, een socialist en een econoom. De Molinari is duidelijk herkenbaar in die laatste rol en is ook het meeste aan het woord. De elfde avond discussieert men over overheden, monopolies, vrijheden en de verschillen tussen communisme en liberalisme. Deze avond is een uitwerking van De la Production de la Sécurité, in hoofdzaak in de vorm van een monoloog door de econoom. Hierin treedt hij in detail over hoe een vrije markt voor veiligheid zou kunnen functioneren, met gebruikmaking van economische theorie over monopolie en vrije mededinging.
- Les Lois Naturelles de l'Economie Politique (Ned.: De natuurwetten en de politieke economie), 1887.[12]
- Esquisse de l’organisation politique et économique de la société future (Ned.: Schets van de politieke en economische toekomst van de samenleving), 1899.[13]

## Vergelijkbare literatuur van andere auteurs
- John D. Sneed – Order without law
- Murray Rothbard – Police, Law, and the Courts[14]
- David Friedman - Police, Courts, and Laws--on the Market[15]